# 모처이 터마시
모처이 터마시(헝가리어: Mocsai Tamás, 1978년 12월 9일 ~ )는 헝가리의 은퇴한 핸드볼 선수로 포지션은 라이트백이다.